# Montsaugeon
Montsaugeon war eine bis 2016 selbständige französische Gemeinde mit zuletzt 78 Einwohnern (Stand 1. Januar 2013) im Département Haute-Marne in der Region Grand Est. 
Mit Wirkung vom 1. Januar 2016 wurden die Gemeinden Montsaugeon, Prauthoy und Vaux-sous-Aubigny zu einer Commune nouvelle mit dem Namen Le Montsaugeonnais zusammengelegt.

## Geografie
Montsaugeon liegt an einem Hügel namens La Butte, 43 Kilometer nordöstlich von Dijon und 25 Kilometer südlich von Langres.

## Geschichte
Bei Ausgrabungen im 19. Jahrhundert wurden Artefakte aus Feuerstein aus der Jungsteinzeit (5500 bis 4500 v. Chr.) gefunden. An der Straße nach Prauthoy befinden sich zwei Hügelgräber mit Grabstätten aus dem Ende der Bronzezeit (2200 bis 1200 v. Chr.) und aus gallo-römischer Zeit (52 v. Chr. bis 486). Zudem lag Montsaugeon an einer Römerstraße (VR11) die von Langres (Ademantunnum) über Til-Châtel (Tilena) nach Chalon-sur-Saône (Cabillonum) führte. Ein römischer Meilenstein von 2 Metern Höhe mit der Inschrift „Langres in 12000 Fuß“ stand bis 1918 an der D974 auf dem Gemeindegebiet. Er wurde im Verlauf des Ersten Weltkriegs von amerikanischen Truppen zerstört.
870 wurde Montsaugeon erstmals urkundlich erwähnt.

## Sehenswürdigkeiten
Die Markthalle von Montsaugeon wurde 1762 nach den Plänen des Architekten Claude-Louis d’Aviler errichtet. Sie besteht aus vier Galerien, die ein Peristyl um ein Atrium bilden. Sie wurde 1996 in das Zusatzverzeichnis der Monuments historiques eingetragen.
Die Kirche de la Nativité de la Vierge (der Geburt der Mutter Jesu) wurde im 12. Jahrhundert erbaut und 1926 in das Zusatzverzeichnis der Monuments historiques eingetragen. Der Chor wurde im 13. Jahrhundert hinzugefügt.

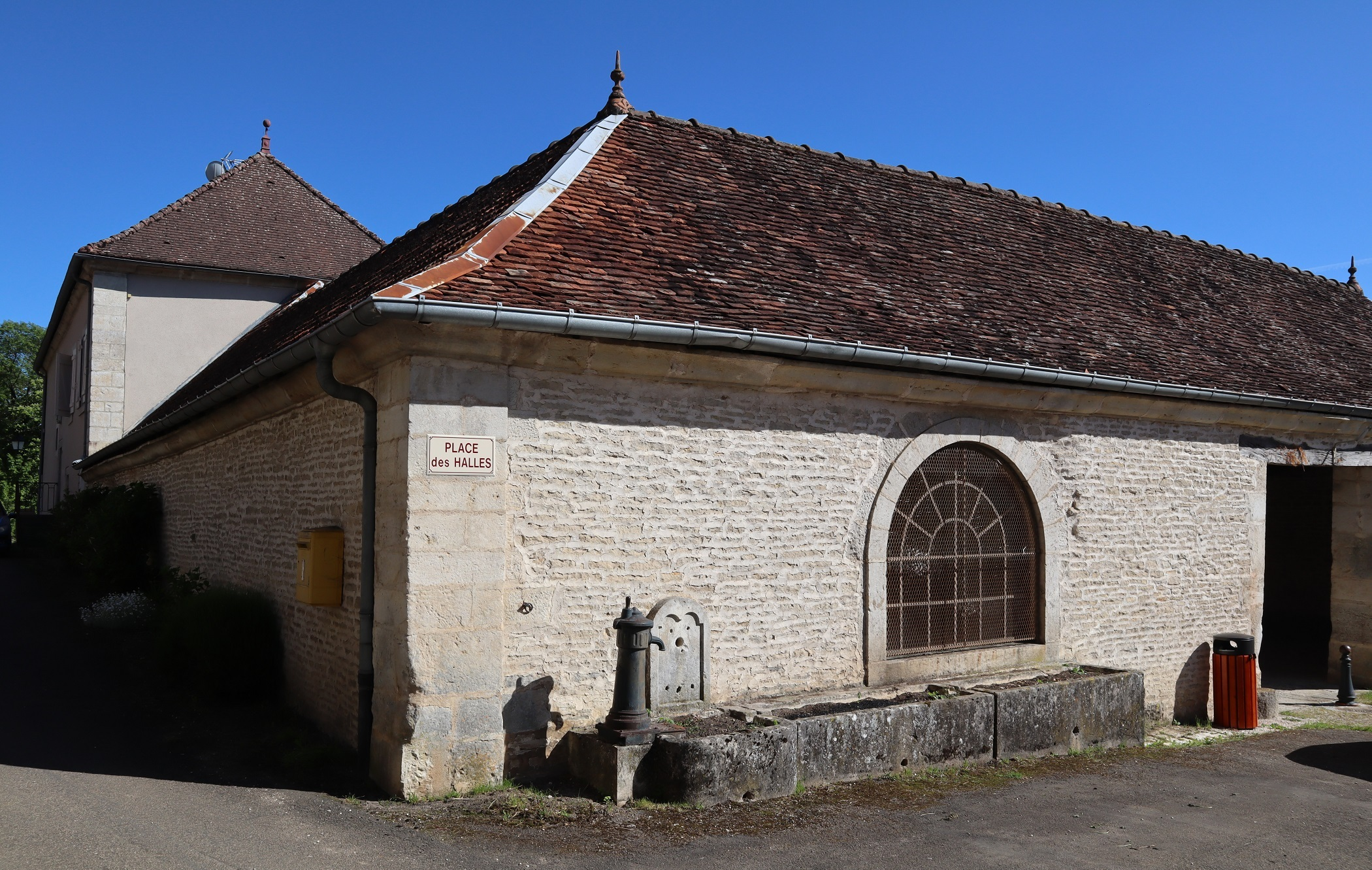
Markthalle von 1762

## Wirtschaft
Wichtige Erwerbszweige der Montsaugeonnais genannten Einwohner sind Ackerbau und die Rinderzucht.